# Sacra Spina di Andria
(Vangelo secondo Giovanni, 19, 1-4)

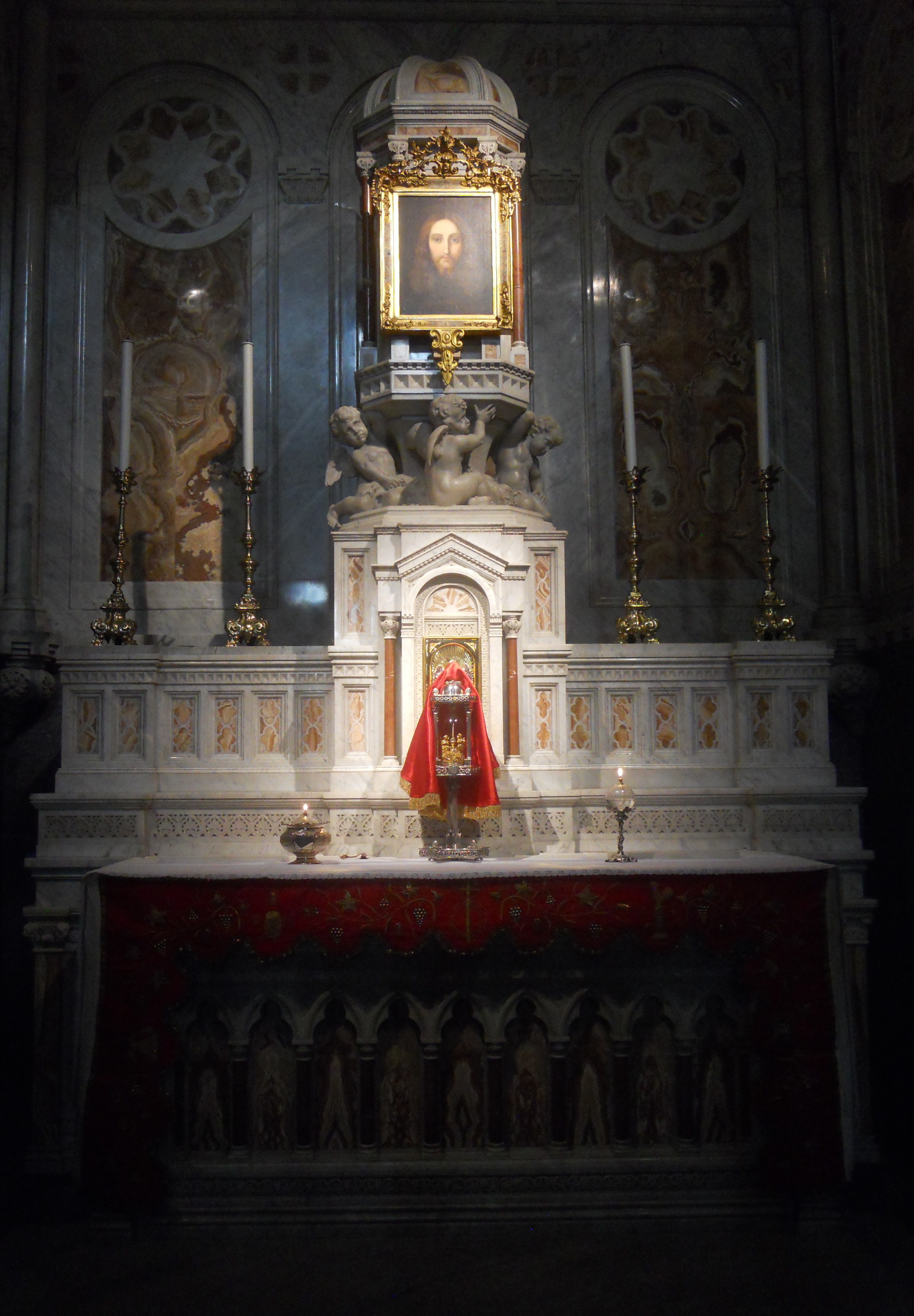
L'altare con il reliquiario della Sacra Spina, all'interno della cattedrale di Andria

La Sacra Spina è una reliquia, conservata e venerata nella cattedrale di Andria, che la tradizione vuole sia appartenuta alla corona di spine di Gesù. La Sacra Spina mostra delle modificazioni negli anni in cui l'Annunciazione (25 marzo) coincide con il Venerdì Santo.

## Storia

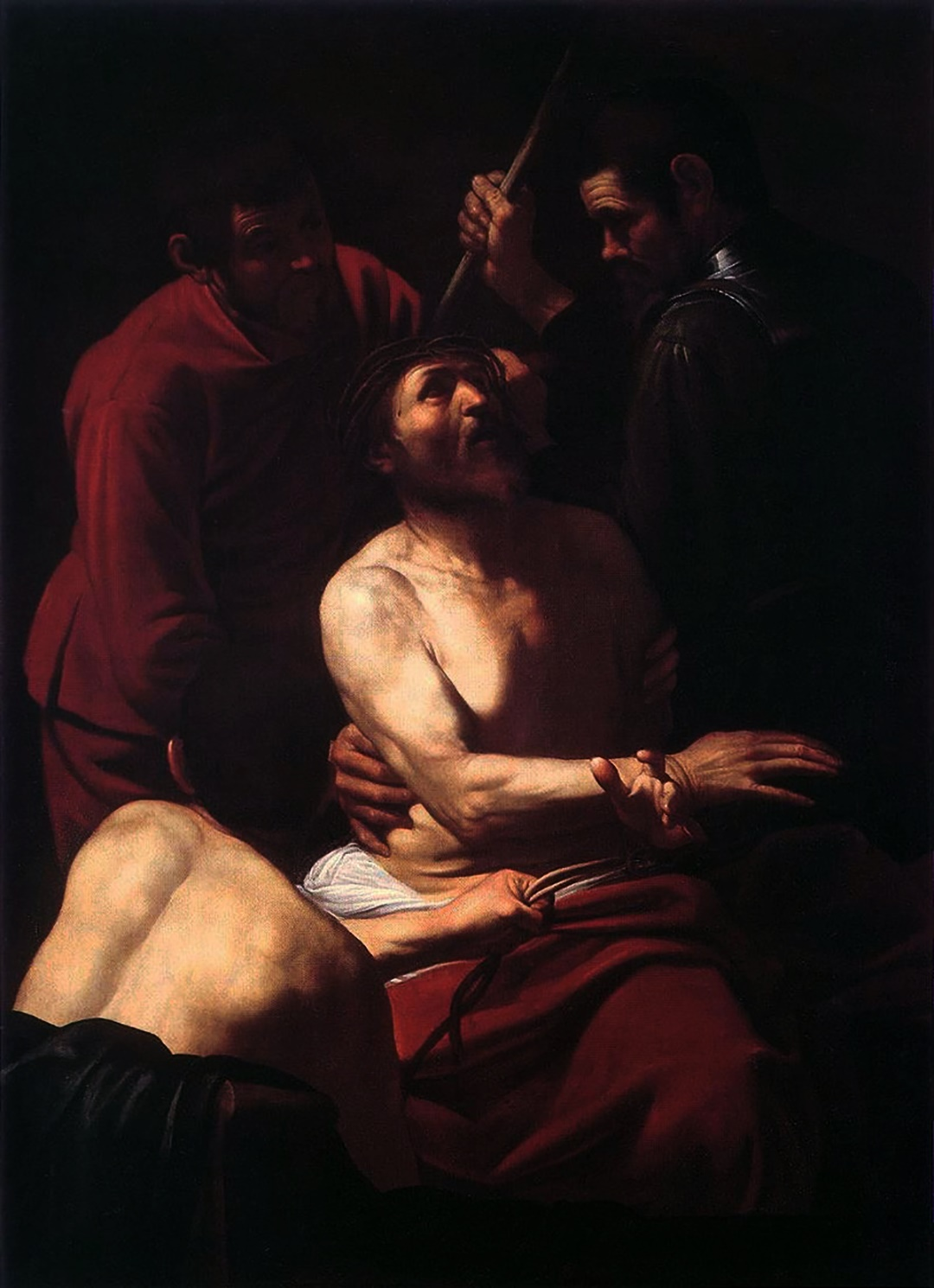
Incoronazione di spine, Caravaggio, olio su tela (Palazzo degli Alberti, Prato)

Fin dai primi secoli del Cristianesimo venivano venerate le Sacre Spine, provenienti secondo la tradizione dalla corona di spine di Gesù che, venerata a Gerusalemme già nel V secolo, portata da Gerusalemme a Costantinopoli nel 1063, è custodita dal 1239 nella Sainte-Chapelle di Parigi, dopo essere stata ceduta dal re Baldovino II a Luigi IX, re di Francia. Nel mondo sono state catalogate oltre 700 Sacre Spine, ma la maggior parte non apparterrebbe alla Corona di Cristo, in quanto le spine sarebbero state solo appoggiate su di essa, diventando reliquie da contatto. Anche in Italia le Sacre Spine sono numerose: delle 194 censite in 83 comuni diversi, solo 29 hanno presentato fenomeni di varia natura. Quella di Andria, conservata in un prezioso reliquiario, fu donata nel 1308 da Beatrice, figlia di Carlo II d'Angiò e contessa d'Andria, alla cattedrale della città.
Quando il giorno dell’Annunciazione, 25 marzo, coincide con il venerdì Santo, e la Chiesa ricorda e celebra nello stesso giorno l’inizio e la fine dell’esperienza terrena di Gesù, si verificano sulla Sacra Spina di Andria fenomeni inspiegabili, osservati per la prima volta nel 1633, e successivamente, le ultime volte, nel 1910, 1921 e 1932. I fenomeni osservati vanno dalla liquefazione in gocce di sangue vivo delle diciassette macchie violacee presenti sulla spina, fino a una vera e propria fioritura di gemme, come verificatosi nel 1842.
Nel 2005 furono osservate trasformazioni, tra le quali variazioni di colore, ritenute prodigiose da una commissione formata da sacerdoti e laici, tra i quali alcuni medici: non furono avanzate spiegazioni scientifiche né furono utilizzate tecniche di indagine invasive, per non compromettere l'integrità della reliquia. In preparazione della "Festa della Sacra Spina" del 2016, fu concesso dalla Santa Sede alla diocesi di Andria di istituire un Anno Giubilare, con inizio il 24 marzo 2015 e fine il 3 aprile dell'anno successivo. Nel pomeriggio del 25 marzo 2016, verso le 16.10, alla presenza della Commissione Speciale della Sacra Spina, si rilevò "la presenza di un lieve rigonfiamento di colore bianco a forma sferica, a mo' di gemma"; successivamente, verso le 17.10, si rilevarono "a occhio nudo, una seconda gemma e una terza gemma, e il residuo del precedente prodigio del 2005 sembrò rifiorire". Monsignor Raffaele Calabro, vescovo di Andria, alle 17.40, durante l'omelia del venerdì Santo, annunciò ai fedeli: "In questa circostanza ho il piacere di annunciare a voi tutti in maniera solenne che il miracolo ha avuto inizio". Il fenomeno, documentato da riprese video, potrebbe ora ripetersi soltanto nel 2157, quando nuovamente coincideranno Annunciazione e venerdì Santo.